# Eigensicherheit
Die Eigensicherheit (engl. Intrinsic safety) ist eine technische Eigenschaft eines Gerätes oder Systems, die aufgrund spezieller Konstruktionsprinzipien sicherstellt, dass selbst im Fehlerfall kein unsicherer Zustand auftritt. Dies kann durch Sollbruchstellen, besondere Stromquellen oder andere Maßnahmen erreicht werden, sodass eine gefährliche Situation nicht entstehen kann. Der Fehlerfall beschreibt Situationen, für die ein Risiko besteht. Beispielsweise ist die Möglichkeit der Funkenbildung beim Schließen eines elektrischen Stromkreises nur innerhalb explosionsgefährdeter Bereiche risikobehaftet.

## Eigensicherheit in explosionsgefährdeten Bereichen (Zündschutzart Eigensicherheit „i“ (intrinsic safety))
In explosionsgefährdeten Bereichen werden für Aufgaben der Mess- und Regeltechnik elektrische bzw. elektronische Geräte in der Zündschutzart Eigensicherheit (bis 12/2004 mit EEx-i abgekürzt, seither nur Ex-i, englisch: intrinsic safety) eingesetzt. In diesen Geräten werden die Stromstärke und die Spannung auf Werte begrenzt, die eine Entzündung von explosionsfähigen Brennstoff-Luft-Gemischen sowohl durch Funken als auch durch Erwärmung nicht ermöglichen. Die Eigensicherheit muss im normalen Betrieb, z. B. beim An- und Abklemmen von Bauteilen, als auch im Störungsfall, z. B. bei einem Drahtbruch oder einem Kurzschluss, gegeben sein.
Die Eigensicherheit wird dadurch erreicht, dass nur solche Funken entstehen dürfen, die keine Zündung von explosionsfähigen Gemischen bewirken. Im einfachsten Fall lässt sich dieses über eine Begrenzung von Strom und bzw. oder Spannung durch einen Widerstand erreichen. Weitere Lösungen sind die Begrenzung der Spannung mit Zenerbarrieren oder die Anwendung elektronischer Strombegrenzungs-Einrichtungen. Damit können z. B. für die Gasgruppe IIC Wirkleistungen von ca. 2 W im Gerät umgesetzt werden. Im Unterschied zu diesen genannten, statisch funktionierenden Lösungen, werten moderne Systeme dynamische Kenngrößen (Stromanstiegsgeschwindigkeit, Spannungssprung etc.) aus. Solche Lösungen, wie z. B. das Pseudo Linear System (PLS), Dynamic Arc Recognition and Termination (DART) oder Power-i erreichen teilweise deutlich höhere Wirkleistungen von weit über 20 W.
Energiebegrenzende Barrieren als zugehörige Betriebsmittel sitzen zwar i. d. R. nicht selbst im explosionsgefährdeten Bereich, gelten aber als Sicherheitsvorrichtung im Sinne der ATEX-Richtlinie 2014/34/EU und unterliegen dieser somit.
In solchen Stromkreisen sind Energiespeicher wie z. B. Kondensatoren nur innerhalb gewisser Grenzen zulässig. Das gilt auch für parasitäre Kapazitäten, wie sie durch lange Leitungslängen entstehen können. Das zu beachtende zugehörige Gerätedatenblatt (Ex-Bescheinigung) macht daher auch Aussagen über die maximal zulässige Leitungslänge. Die verwendeten Kabel müssen, wenn sie farbig gekennzeichnet werden, einen hellblauen Mantel als Kennzeichen haben.
Bedeutung hat die Eigensicherheit überall dort, wo zündfähige Stoffgemische auftreten können, zum Beispiel in der chemischen und petrochemischen Industrie oder in der Motorenmesstechnik. Die allgemeinen Anforderungen für elektrische Geräte (Betriebsmittel), die in explosionsfähigen Bereichen eingesetzt werden, sind in der IEC/EN 60079-0 beschrieben. Die konkreten Anforderungen für die Zündschutzart Eigensicherheit sind in den Normen IEC/EN 60079-11 – Teil 11: Gerätschutz durch Eigensicherheit „i“ bzw. IEC/EN 60079-25 – Teil 25 für spezifische Anforderungen an den Aufbau und die Prüfung eigensicherer elektrischer Systeme definiert. Für Anlagen, die eigensichere Geräte enthalten, kann die Norm IEC/EN 60079-14 – Teil 14: Projektierung, Auswahl und Errichtung elektrischer Anlagen hinzugezogen werden.
Der Vorteile eigensicherer Geräte liegt darin, dass aufwendige Gehäusekonstruktionen entfallen, Wartungsarbeiten auch bei laufendem Betrieb getätigt werden können und wegen der kleinen Spannungen und Ströme gefahrloses Arbeiten, z. B. bei der Fehlersuche, möglich ist.
Die Eigensicherheit ist ein sekundärer Explosionsschutz.
Als Zündschutzart wurde die Eigensicherheit im Jahr 1965 erstmals in die Normen aufgenommen. Jedoch wurde erst mit der EN 50020 im Jahr 1977 die Kategorie „i“ eingeführt.

## Eigensicherheit von thermischen Sonnenkollektoranlagen
Bei Sonnenkollektoranlagen bedeutet Eigensicherheit, dass unter normalen Betriebsbedingungen keine Störungen auftreten dürfen. Gemäß DIN 4757 zählt die Überhitzung der Anlage und Pumpenstillstand zu einer üblichen Betriebsweise, bei welcher das Sicherheitsventil nicht ansprechen darf.

## HV-Eigensicherheit
Unter HV-Eigensicherheit versteht man nach der DGUV-Information 209-093 (vormals DGUV-Information 200-005 und BGI/GUV-I 8686) ein Sicherheitskonzept bei Elektrofahrzeugen mit Hochvoltsystem, bei dem für den Benutzer durch technische Maßnahmen ein vollständiger Berühr- und Lichtbogenschutz gegenüber dem elektrischen Hochvolt-System gewährleistet ist.

## Eigensicherheit und Bildverarbeitung
In der industriellen Bildverarbeitung werden Systeme eigensicher gestaltet, indem bei ausgefallenen Funktionen alle durchgelaufenen Teile als Schlechtteile deklariert werden.

## Normative Dokumente

### Harmonisierte Normen
- IEC/EN 60079-0: Explosionsfähige Atmosphäre – Teil 0: Geräte – Allgemeine Anforderungen
- IEC/EN 60079-11: Explosionsfähige Atmosphäre – Teil 11: Geräteschutz durch Eigensicherheit „i“
- IEC/EN 60079-25: Explosionsfähige Atmosphäre – Teil 25: Eigensichere Systeme
- IEC/TS 60079-39: Explosive atmospheres – Teil 39: Intrinsically Safe Systems with electronically controlled spark duration limitation (Draft)
- IEC/EN 60079-14: Explosionsfähige Atmosphäre – Teil 14: Projektierung, Auswahl und Errichtung elektrischer Anlagen